# Scaphytopius argutus
Scaphytopius argutus är en insektsart som beskrevs av Delong 1945. Scaphytopius argutus ingår i släktet Scaphytopius och familjen dvärgstritar. Inga underarter finns listade i Catalogue of Life.